# Tampico (Washington)
Tampico az Amerikai Egyesült Államok északnyugati részén, Washington állam Yakima megyéjében elhelyezkedő statisztikai település. A 2010. évi népszámlálási adatok alapján 312 lakosa van.
A település nevét A. D. Elgin juhtenyésztő választotta szülővárosára, a mexikói Tampicóra utalva. Az első telepesek 1872-ben érkeztek meg; 1887-ben 16–20 család élt itt.
Kamiakin törzsfőnök, a yakima háború indián vezére 1800-ban született a közeli Ahtanum-patak mentén. 1852-ben a helységtől nem messze keresztény missziót létesítettek.

## Fordítás
Ez a szócikk részben vagy egészben  a   Tampico, Washington című angol Wikipédia-szócikk ezen változatának fordításán alapul.  Az eredeti cikk szerkesztőit annak laptörténete sorolja fel. Ez a jelzés csupán a megfogalmazás eredetét és a szerzői jogokat jelzi, nem szolgál a cikkben szereplő információk forrásmegjelöléseként.